# Holiday Club Katinkulta
Holiday Club Katinkulta er et feriecenter i Vuokatti i Kainuu-regionen, som er beliggende i det nordøstlige Finland. Katinkulta udbyder et række sportfaciliteter, der bl.a. tæller badminton, tennis, squash, floorball, volleyball, bowling, gymnastik og golf. Desuden findes et af Finlands mest populære skiområder nær Vuokatti.